# ホワイトマン・ランズ・ヒム
ホワイトマン・ランズ・ヒム（英語：White Man Runs Him、Mahr-Itah-Thee-Dah-Ka-Roosh、1858年 - 1929年6月2日）は、インディアンのクロウ出身の戦士。他、ホワイトバッファロー・ザット・ターンアラウンド（英語：White Buffalo That Turns Around）という別名でも知られる。
ジョージ・アームストロング・カスター中佐の第7騎兵連隊に、斥候隊として所属し、リトルビッグホーンの戦いに参加し、クロウの伝統的な敵であるスーやシャイアンと戦った。

## 経歴

### 戦士として
モンタナ州のロッジグラスにある保留地で、クロウのある集落の長の息子として生まれる。1876年4月10日、18歳のとき、アメリカ軍がクロウの敵であるスーやシャイアンに攻撃を仕掛けるという話を聞きつけ、斥候隊に志願した。1876年6月21日、ホワイトマン・ランズ・ヒムは、同じくクロウ出身のハーフ・イエローフェイスが率いる隊に配属された。隊には、ホワイト・スワン、カーリー、ゴーズ・アヘッド、ヘアリィ・モカシンがいた。彼ら6人は、全員がクロウの出であった。彼らの上官は、チャールズ・ヴァーナム中尉であった。
1876年6月25日の早朝、6人は、軍を率いるカスターと、ヴァーナムに率いられ、リトルビッグホーン川の付近までやってきた。ホワイトマン・ランズ・ヒムたちは、敵陣の偵察に出向いた。そこでスーやシャイアンの野営地を発見した。野営地は谷底にあり、観察しづらかったが、それでもクロウの戦士たちは、大量の馬と、多くの炊飯の煙を認めた。ホワイトマン・ランズ・ヒムたちは部隊に戻ると、カスターたちに敵の兵力が非常に大きいことを報告した。しかし、カスターは忠告を聞き入れず、攻撃の準備を始めた。カスターは、他の斥候から、スーおよびシャイアンの別働隊650人ほどが動いていると知らされており、ここで正面の敵を撃破しなければ、別働隊と合流されてしまう事を恐れていた。
アメリカ軍が不利な状況でも戦いをやめないと悟ったホワイトマン・ランズ・ヒムたち6人は、アメリカ軍の軍服を脱ぎ、クロウの伝統的な戦装束に着替え始めた。カスターがその理由を尋ねると、クロウの戦士たちは「アメリカ軍の兵士ではなく、クロウの戦士として死にたいからだ」と答えた。カスターは、その答えに激怒し、6人を自分の部隊から叩き出した。これは、戦いの1時間前の出来事であった。ホワイトマン・ランズ・ヒムたちは、同じく叩き出されたアリカラの斥候とともに、別働隊を率いていたマーカス・リノ少佐の部隊に加わった。そして、後にリトルビッグホーンの戦いと呼ばれる戦が始まった。リノの部隊もスーたちと戦いになったが、何とか6人は生き残った。その後、クロウの戦士たちは、援軍としてやってきたジョン・ギボン大佐の部隊に加わった。

### 戦後

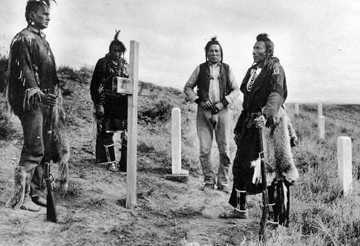
左からホワイトマン・ランズ・ヒム、ヘアリィ・モカシン、カーリー、ゴーズ・アヘッドである。彼らは戦いから生き延びた。1913年に戦場跡に集まり、この写真を撮った。

戦いの後、ホワイトマン・ランズ・ヒムは、ロッジグラスにある保留地に戻った。彼は、同じクロウで歴史家のジョー・メディシンクロウに己の体験を聞かせた。彼の孫娘、ポーリン・スモールは、後にクロウ初の女性族長となった。
ホワイトマン・ランズ・ヒムは、リトルビッグホーンの生存者として、それなりの知名度を持つようになった。1927年、レッドレイダースというハリウッドの映画に、カメオ出演したことがある。その後、リトルビッグホーンの戦いがあった場所から、数マイルしか離れていない保留地に移り住んだ。1929年、ホワイトマン・ランズ・ヒムはその地で死亡した。
現在、彼はリトルビッグホーン記念国定公園の墓地に埋葬されている。
ロッジグラスのある湿地は、ホワイトマン・ランズ・ヒムが隠れた場所として言い伝えられ、そこは「Baaishtashíilinkuluush Alaaxúa」と呼ばれている。また、彼に因んで名付けられた小川「Baaishtashíilinkuluush Isalasáh、あるいはWhiteman's Creek」が存在する。